# Kempisch verdiepinghuis

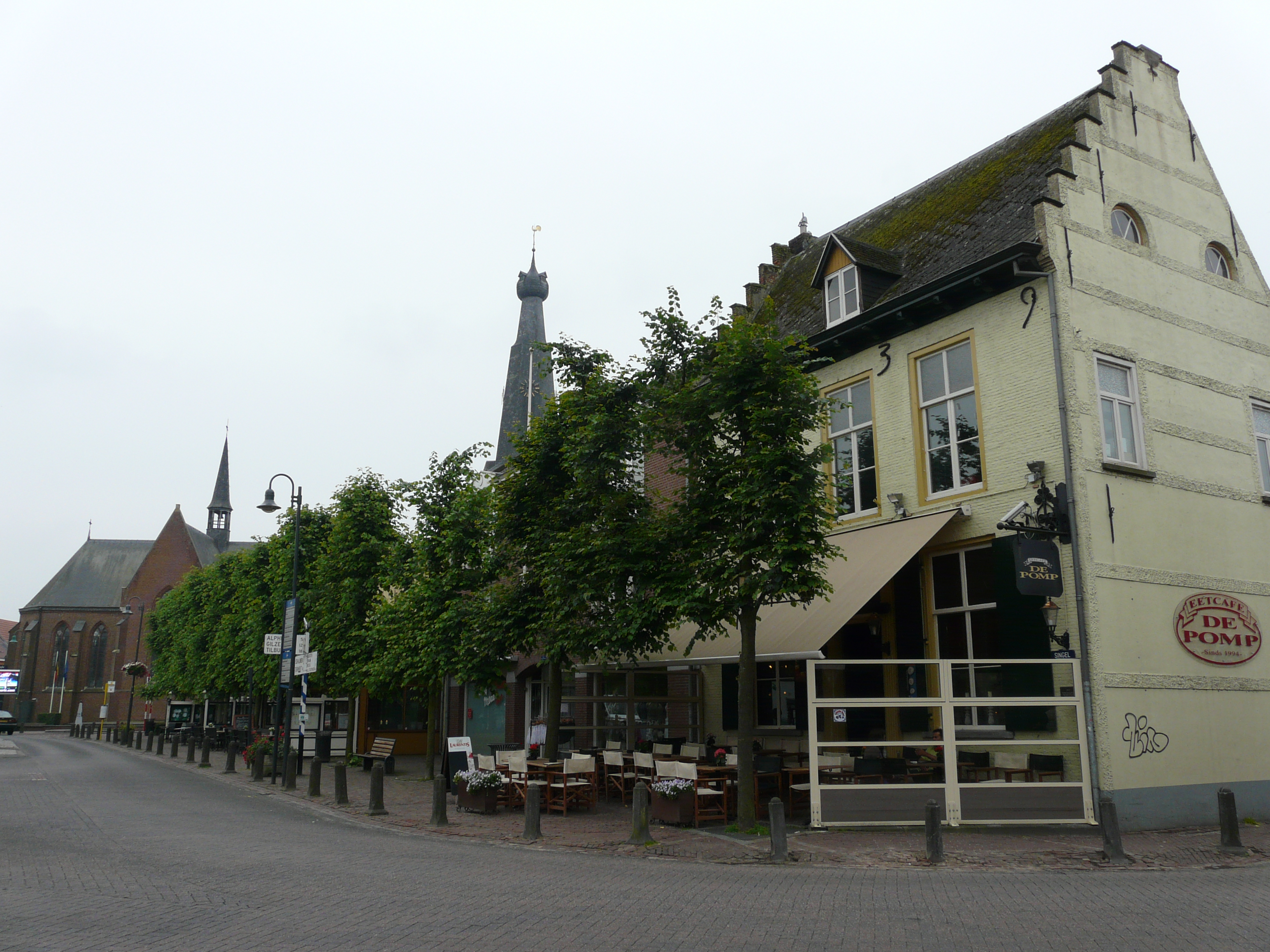
Kempisch verdiepinghuis aan Singel 13 te Baarle-Nassau

Een Kempisch verdiepinghuis is een type woning dat vooral te vinden was in de Noord-Brabantse Kempen.
Het was een woning die aan de voorzijde een verdieping had, dus uit twee woonlagen bestond. Aan de achterzijde liep het zadeldak verder door en de achtergevel was dus lager en daar was geen verdieping. In feite zag dit woningtype er aan de voorzijde als een woonhuis, en aan de achterzijde als een boerenwoning uit.
Dit type woning werd van de 15e tot en met de 18e eeuw veel gebouwd, maar is inmiddels zeldzaam geworden.